# حسن ابدال، اتک
حسن ابدال (به انگلیسی: Hasan Abdal) یک شهر در پاکستان است که در ناحیه اتک واقع شده‌است. حسن ابدال ۳۷٬۷۸۹ نفر جمعیت دارد و ۳۰۸ متر بالاتر از سطح دریا واقع شده‌است.